# Люри, Мейер Моисеевич
Мейер Моисеевич Люри (20 мая 1881, Николаевск — 5 июля 1954, Иокогама) — купец, промышленник.

## Биография
Мейер Моисеевич Люри родился 20 мая 1881 года в Николаевске-на-Амуре (в то время просто Николаевске). Отец — Моисей Мейерович Люри (уроженец Ковно), переехал в Николаевск из Сахалина с родителями Мейером Моисеевичем и Геней Люри. Моисей Люри был лично знаком с будущим президентом Польши Юзефом Пилсудским, а Бронислав Осипович Пилсудский и Лев Яковлевич Штернберг были учителями у Мейера.
Будущий рыбопромышленник начал работать ещё в школе, чтобы помогать семье после смерти своего отца, который однажды ушёл на охоту и не вернулся. Первую свою компанию «Братья Люри» Мейер основывает вместе со своим братом Адамом в 1902 году. Братья занимались красной рыбой и пушниной. После Русско-японской войны компания братьев становится промышленной империей, ловя и обрабатывая рыбу и краба по всему Дальнему Востоку России, а кроме того занимаясь исследованием нефтяных месторождений на севере Сахалина, добычей леса, угля, золота и многим другим. Штаб «Торгового дом братьев Люри» был во Владивостоке, а представительства в Николаевске-на-Амуре, в Хакодате, Токио, Иокогаме, Харбине, Мукдене и Шанхае.
В 1920 году в Николаевском инциденте Мейер Моисеевич потерял своего брата Адама и ещё нескольких родственников. После Гражданской войны Люри переезжает в Японию; в России управляющим остаётся Михаил Сергеевич Алексин (1883—после 1930). В 1923 году совместно с Главрыбой основывает акционерное общество Дальморепродукт, которое закрылось в 1925 году. В период НЭПа компания Люри ещё продолжала свою деятельность, например, был построен завод по переработке рыбы в Усть-Камчатске.
Потеряв в 1937 году жену, вскоре переехал в США, где уже жили его дети. После Второй мировой войны вернулся обратно в Японию. Умер 5 июля 1954 года, похоронен на Иностранном кладбище в Иокогаме.